# 丹尼丝·博伊德
丹尼丝·博伊德（英語：Denise Boyd，1952年12月15日—），澳大利亚女子田径运动员。她曾代表澳大利亚参加1974年、1978年和1982年英联邦运动会田径比赛，获得二枚金牌、三枚银牌和三枚铜牌。

## 家庭
丈夫雷·博伊德。